# Personaggi di The L Word
Questa voce contiene un elenco dei personaggi presenti nella serie televisiva The L Word.

## Helena Peabody
Helena Peabody è interpretata da Rachel Shelley. Fa la sua prima apparizione nell'episodio Lynch Pin della seconda stagione come presidentessa della Peabody Foundation ed entrerà a far parte del cast fino alla fine della sesta ed ultima stagione. Helena Peabody è l'unica figlia di Peggy Peabody, una ricca ereditiera fondatrice della Peabody Foundation. Peggy sposò il padre di Helena, un aristocratico britannico, in Inghilterra dopo aver avuto una relazione con una donna negli anni settanta. Helena nasce nel 1974 in Inghilterra e sarà lì che vive per molti anni, dato il suo accento inglese, poi si trasferisce a New York. Ha un'ex-amante, Winnie Mann, con la quale ha avuto un figlio, Wilson, e più tardi adotteranno anche una bambina cinese, Jang Yin. Dopo il pensionamento di Peggy, Helena diventa la presidentessa della Fondazione Peabody e si trasferisce a Los Angeles.
Stagione Due
Helena interagisce con Bette Porter, che cerca di convincerla dell'importanza di avere dei fondi per i progetti per le arti alla CAC, California Arts Center. Ma Helena decide di finanziare l'organizzazione sociale per la quale lavora Tina Kennard, con la quale inizia una relazione. La storia con Tina cesserà nel momento in cui quest'ultima si riavvicinerà a Bette a causa della loro figlia, Angelica.
Stagione Tre
Helena compra la casa cinematografica Shaolin e la ingloba con la Peabody, così chiede a Tina di lavorare per lei e insieme conoscono la regista Dylan Moreland (Alexandra Hedison) che sta lavorando a un documentario ed è in cerca di fondi. Intanto Helena è diventata una grande amica di Alice Pieszecki e le sta vicina per aiutarla nei momenti difficili dopo la separazione di quest'ultima da Dana. Lavorando con Dylan, Helena scopre di provare qualcosa per lei e prova a sedurla, e ha inizio una relazione. Durante il lavoro con Dylan, Helena si fa filmare con la telecamera mentre "gioca" a molestarla sessualmente per rendere la loro storia più piccante. Alcuni giorni dopo Helena viene citata in giudizio per molestie sessuali sul lavoro, sulla base del video. Con questa tattica Dylan si assicura milioni di dollari, cosa a cui, insieme con il fidanzato, mirava fin dall'inizio, e avendoli ottenuti esce di scena, mostrando tuttavia un certo rimorso.
Durante i preparativi per il matrimonio tra Shane e Carmen, Helena dà 10 000 dollari al padre di Shane, che le racconta che gli servivano per il regalo di matrimonio per la figlia. In realtà l'uomo se ne va con una donna incontrata la sera precedente, lasciando moglie e figlio.
A quel punto Peggy decide di togliere tutto il denaro a Helena, in modo che capisca davvero quali sono i veri amici e che non può comprarsi l'amicizia con i soldi.
Stagione Quattro
Helena, ridotta in povertà, vive con Alice e cerca di adattarsi al nuovo stile di vita. Lavora per Shane al WAX, ma fare la commessa si rivela un disastro, ed Helena si rende conto che non è adatta a vivere del proprio lavoro, ma che è dipendente dal lusso.
Papi le insegna a giocare a poker, ed è a una serata di poker che incontra Catherine Rothberg, una donna che vive soltanto per il gioco d'azzardo e le corse di cavalli. Sicura di essere diventata bravissima a poker, Helena sfida Catherine e perde 50.000 dollari, così è costretta a recarsi a casa della donna il giorno seguente per pagare "in natura" il suo debito. Dopo aver vinto una partita di strip poker ed avere così estinto il suo debito, Helena copula con Catherine e le due iniziano una storia. Dopo aver perso 100 000 dollari alle corse dei cavalli ed essere usata come la schiava personale di Catherine, Helena si vendica rubandole tutti i soldi della vincita del poker, soldi che le spettavano di diritto.
Stagione Cinque
Vediamo Helena in prigione per aver rubato i soldi a Catherine. Le sue amiche, Kit, Alice e Shane, andandola a trovare le dicono che se soltanto lei rivelasse dove ha nascosto il denaro, il tempo passato in prigione si accorcerebbe, ma Helena non dirà niente a proposito. In prigione incontra Dusty, una donna mascolina e forte che la salva da una lite sotto la doccia. Inizialmente Helena si sente impaurita dalla sua compagna di cella, convinta che sia una psicopatica omicida, poi scopre che Dusty è dentro per Evasione Fiscale. Inizia una storia d'amore con la donna fino a quando Peggy arriva a tirare fuori la figlia di prigione. Helena si rifiuta, dicendo che preferisce scontare la sua pena e saldare il suo debito con la società, ma la madre risponde che i Peabody non hanno debiti con nessuno, tanto meno con la società. Una volta fuori Helena paga la cauzione per Dusty e insieme scappano a Tahaa, per tornare soltanto nell'ultima puntata. Infatti Peggy viene morsa da una medusa e viene ricoverata nell'ospedale di Los Angeles, così la figlia torna in città. Qui viene a sapere di quello che sta accadendo a Kit e al Planet, di Dawn Denbo e la sua Lover Cindy che gestiscono lo SheBar e che vogliono subentrare nella gestione anche del Planet. Con un accordo con Cindy, Helena compra sia il Planet che lo SheBar e diventa socia di Kit in affari.
Stagione Sei
L'ultima serie si apre con Helena e Kit proprietarie di un nuovo locale chiamato HIT (dall'unione dei nomi Helena e kIT). Dylan fa il suo ritorno e una sera Alice la vede ballare insieme ad un gruppo di lesbiche nel nuovo locale di Helena. Dylan e Helena parlano e la regista rivela di aver capito di essere lesbica, dopo essere stata con lei. Dopo un litigio dove Helena sbatte Dylan al suo furgone e le urla contro per tutto il male che le ha fatto, decidono di uscire insieme a cena e le amiche di Helena non sono d'accordo. Dato il passato di Dylan non si fidano del motivo per cui adesso è tornata, così decidono di fare un test nel quale Niki Stevens dovrà sedurre Dylan mentre Helena e le altre la spiano con le telecamere. Dal test emerge che Dylan è davvero pentita per ciò che ha fatto in passato e che davvero è innamorata di Helena, così le due copulano e tornano insieme. Jenny poi dirà a Dylan del test e questo porterà ad un litigio che si risolve, però, presto. Nell'ultima puntata scopriamo che Dylan sapeva in precedenza del test che avrebbero fatto le amiche di Helena con Niki e che era stata sfrattata poco prima di tornare a Los Angeles e quando Helena lo scopre e due si lasciano. Non basterà che Dylan le dica che l'ama davvero e che lo sfratto non aveva a che fare con il suo ritorno da lei, Helena, troppo ferita, ha paura di fidarsi per rimanere ancora una volta scottata, così non torneranno più insieme.
Dopo la sesta stagione, tramite gli interrogatori, scopriremo se Jenny si è suicidata o se è stata uccisa. Durante l'interrogatorio di Helena la vediamo flirtare con la poliziotta e scopriremo che tutti i soldi rubati a Catherine sono stati devoluti ad associazioni di carità.

## Shane McCutcheon
Shane McCutcheon è interpretata da Katherine Moennig. Shane lavora come parrucchiera e vive a Los Angeles, California.
Shane è nata a Austin (Texas). Abbandonata dalla madre tossicodipendente a 9 anni, non conosce il padre fino all'età adulta (nella terza stagione). Lesbica sin dall'infanzia, ricorda la sua prima cotta per una ragazzina a 8 anni. Lascia gli studi per andare a Santa Monica, guadagnandosi da vivere come prostituta, rischiando spesso la propria vita anche a causa dell'abuso di droghe. Abbandona questa vita quando uno dei suoi clienti decide di portarla via dalla strada e pagarle la scuola per parrucchiere. Nella seconda stagione si reca in chiesa per confessarsi, segno di una educazione cattolica. Soffre di ipermetropia, che la costringe ad utilizzare degli occhiali da vista quando lavora.
Incontra l'amica Alice Pieszecki mentre lavora come parrucchiera: durante il taglio, Alice le propone di uscire a cena per farsi dare informazioni e gossip sulla comunità gay di West Hollywood.
Prima Stagione
Shane vive insieme a tre coinquiline lesbiche. Lavora come parrucchiera al Lather, un salone di bellezza frequentato anche da alcuni VIP di Hollywood. Shane è perseguitata da una delle sue tante amanti, Lacey (Tammy Lynn Michaels), la quale vuole assicurarsi che nessun'altra donna venga sedotta e abbandonata da Shane. Dopo alcuni scontri, nei quali Lacey fa di tutto per rendere pubblica la promiscuità di Shane, quest'ultima le parla direttamente e la convince ad abbandonare questo atteggiamento ostile. Al termine della discussione, le due vanno a letto insieme ma il mattino seguente Shane la lascia nuovamente. Shane incontra Clive, un vecchio amico dei tempi di Santa Monica, con cui organizzava piccole truffe. Il ragazzo le chiede ospitalità, ma verrà cacciato da casa quando Shane lo scopre a rubare alcuni oggetti suoi e delle sue coinquiline. Clive presenta Shane a uno dei suoi clienti, Harry Samchuck; quest'ultimo, affascinato dalla ragazza, le promette di incrementare i suoi affari mandandole alcune personalità importanti al salone. Shane incontra così Cherie Jaffe (Rosanna Arquette), la moglie di un importante uomo d'affari amico di Harry; le due iniziano una relazione sessuale da cui nascerà qualcosa di profondo. Cherie convince il marito Steve ad investire su Shane, regalandole un salone. Tuttavia, quando la figlia lesbica di Cherie, Clea, dice di essersi innamorata di Shane, la relazione tra Cherie e la giovane parrucchiera viene a galla e Steve si riprende il salone, minacciando Shane di morte. Nel loro ultimo incontro, Cherie ammette di essere innamorata di Shane, ma le fa capire di non aver intenzione di lasciare la sua vita agiata per stare con lei.
Seconda Stagione
Shane diventa la coinquilina di Jenny Schecter; le due cercano una terza persona per condividere la casa. Alla fine scelgono Mark Wayland (Eric Lively), un regista di documentari che nasconde alcune telecamere segrete nelle stanze della casa filmando di nascosto le ragazze, nel tentativo di produrre un film-documentario sulla vita delle lesbiche. Shane viene chiamata per pettinare Arianna Huffington in uno studio TV; qui incontra l'assistente e dj Carmen de la Pica Morales. Le due hanno rapporti sessuali, ma Shane le dice subito di non essere interessata ad avere relazioni serie.
La parrucchiera viene quindi assunta dalla produttrice di Hollywood Veronica Bloom (Camryn Manheim), che vede in lei del potenziale e decide di usare la sua empatia per manipolare gli altri: costringe Shane a convincere una giovane ragazza a firmare un contratto, in modo da avere i diritti per filmare un film sulla sua vita. Shane si accorge ben presto di venire usata da Veronica e si licenzia. Nel frattempo, Carmen conosce Jenny e le due iniziano ad avere una relazione, con evidente disappunto di Shane. Quest'ultima è chiaramente innamorata di Carmen, ma ha il terrore di rivelare i propri sentimenti e di rimanere ferita. Solo alla fine della stagione, Shane si dichiarerà a Carmen.
Terza Stagione
Shane e Carmen ora vivono insieme, nella casa di Jenny. Shane va a conoscere la famiglia di Carmen, e viene presentata come un'amica: i parenti di Carmen, infatti, ignorano la sua omosessualità. Shane si affeziona molto a loro, sperimentando per la prima volta cosa sia una vera famiglia. La relazione con Carmen diventa sempre più intensa: le due si fanno tatuare lo stesso simbolo sul collo. È proprio questo tatuaggio a rivelare indirettamente alla famiglia di Carmen l'amore che lega le due ragazze. Il coming out ufficiale di Carmen avviene durante una cena in famiglia, durante la quale la madre tenta di far uscire Shane con un amico di famiglia.
Shane comincia a lavorare al Wax, un salone molto alternativo situato all'interno di un negozio di skateboard. Cherie Jeffe si presenta per farsi tagliare i capelli: in realtà, l'appuntamento si rivela una scusa per incontrare Shane e sedurla. Carmen vede le due donne insieme e litiga con Shane. Durante una serata, la dj flirta con alcune personalità del mondo musicale; Shane, per ripicca, va a casa di Cherie Jeffe e passa la notte con lei. Il mattino seguente Carmen affronta Shane e le fa promettere di accettare una relazione monogama.
Dopo la morte di Dana, Shane chiede a Carmen di sposarla, e la dj accetta. Attraverso un articolo di giornale che parla del negozio Wax, Shane viene contattata dal padre Gabriel McCutcheon (Eric Roberts). Shane conosce la famiglia che non ha mai avuto: Carla, la moglie di Gabriel, e il figlio Shay. L'episodio finale è ambientato in Canada a Whistler, Columbia Britannica, dove si terrà il matrimonio di Carmen e Shane. La notte prima delle nozze, Shane vede il padre con un'altra donna: l'uomo le dice di essere fatto in quel modo, e di sapere che anche Shane è della stessa natura. La ragazza decide quindi di abbandonare Carmen all'altare, preferendo ferire i suoi sentimenti ora piuttosto che tradirla nel futuro, rovinandole la vita.
Quarta Stagione
La quarta stagione inizia con Shane, fortemente depressa dopo il matrimonio fallito, a casa di Cherie Jeffe. La ragazza abusa di droga e alcol, rifiutando però di avere qualsiasi rapporto sessuale con la donna. Shane prende in prestito la macchina di Cherie per andare a casa di Carmen, ma qui viene malmenata e allontanata da uno dei suoi cugini. In preda allo sconforto Shane comincia a bere, ma sbanda e distrugge la macchina di Cherie. Ferita, arriva a casa di Jenny e qui incontra Carla, la moglie del padre. La donna le confessa di essersi rifugiata nella droga dopo l'abbandono di Gabriel, e se ne va abbandonando sulla soglia il piccolo Shay. Shane comincia ad occuparsi del fratellastro, accettando anche un lavoro da modella per intimo in una campagna pubblicitaria di Hugo Boss, così da avere i soldi per pagare l'ospedale e fornire a Shay le cure mediche necessarie dopo una brutta caduta. Shane partecipa ad un incontro professori studenti alla scuola di Shay; qui incontra la madre di un altro ragazzino, Paige Sobel (Kristanna Loken), con la quale inizia una relazione. Proprio quando le cose sembrano andare per il meglio, Gabriel ritorna e porta via Shay; la stagione termina con la proposta di Shane di andare a vivere insieme a Paige e a suo figlio Jared.
Quinta Stagione
Mentre è alla ricerca di un appartamento con Paige, Shane copula con l'agente immobiliare. Paige entra nella stanza proprio mentre le due stanno avendo il rapporto. Paige si mostra comprensiva, dicendo di poter convivere con i tradimenti di Shane, ma la lascia definitivamente quando quest'ultima ammette di non essere innamorata. Pochi giorni dopo il salone Wax è distrutto da un incendio doloso.
Shane viene chiamata a lavorare come parrucchiera durante il matrimonio della figlia del capo di Jenny; qui copula con due damigelle d'onore e con la madre della sposa, causando un chaos generale. Questa esperienza è la goccia che fa traboccare il vaso, e Shane decide di abbandonare il sesso per non avere spiacevoli conseguenze.
Nonostante ciò, Shane ha un ménage à trois con la proprietaria dello Shebar nightclub Dawn Denbo e la sua amante Cindi. Quando Cindi invita Shane a casa sua all'insaputa di Dawn, quest'ultima decide di vendicarsi su Shane e tutte le sue amiche, sabotando il "Planet" e il set cinematografico del film di Jenny, Lez Girls.
Shane incontra poi Molly Kroll (Clementine Ford), figlia eterosessuale del capo di Bette, Phyllis Kroll (Cybill Shepherd). Dopo un lungo corteggiamento, Shane riesce ad andare a letto con Molly, ma ascolta di nascosto una conversazione tra questa e la madre. Durante il colloquio, Phyllis tenta di convincere Molly che Shane non è alla sua altezza. Molly replica definendo Shane come "semplice e poco educata", ma afferma di voler continuare la sua storia con lei. Durante la maratona contro il cancro al seno, a cui Shane e le altre partecipano in onore di Dana, Molly tenta di scusarsi con Shane, dichiarandole il suo amore. Le due iniziano una breve relazione, che sarà interrotta poco dopo da Shane sotto intimazione di Phyllis.
Nell'ultimo episodio, durante il party di chiusura per il film Lez Girls, Shane copula con Niki Stevens (Kate French), attricetta di Hollywood appena uscita da una relazione con Jenny. Jenny scopre le due e afferma di avere il cuore spezzato.
Sesta Stagione
La sesta stagione si ricollega direttamente con la quinta, iniziando con la fuga di Jenny, inseguita da Shane e Niki. Shane tenta in tutti i modi di recuperare l'amicizia di Jenny, e su consiglio di Kit Porter (Pam Grier) inizia a riempirla di attenzioni e di favori. Nel frattempo Molly si presenta a casa di Jenny, ma non trova Shane; la ragazza dice di aver scoperto il tranello della madre e lascia a Jenny una lettera con le sue scuse per Shane. Jenny però non consegnerà mai la lettera a Shane.
Poiché Jenny ignora i tentativi di scusa di Shane, quest'ultima decide di lasciar perdere e comincia a raccogliere le sue cose per lasciare la casa. A questo punto Jenny ammette di amare Shane, e di non aver reagito così per Niki ma per lei. Le due cominciano una relazione che non è benvista dalle loro amiche, anche a causa del comportamento di Jenny. Quest'ultima diventa sempre più possessiva nei confronti di Shane, mentre si allontana dalle altre per vari motivi. Nonostante le proteste soprattutto di Alice, Shane si sente obbligata a rimanere con Jenny, per non rovinare nuovamente il loro rapporto. Nonostante ciò, la tradisce ripetutamente con Niki. Jenny, a conoscenza dei tradimenti di Shane, dice però di accettare la vera natura della sua compagna.
Nell'episodio finale, Shane incontra Molly in un negozio, e viene a sapere della lettera. Arrivata a casa, rovista tra le cose di Jenny e trova non solo la lettera, ma anche i negativi del film Lez Girls, che erano stati misteriosamente rubati dallo studio di Tina. Durante la festa di addio per Bette e Tina, che stanno per trasferirsi a New York, Shane decide di interrompere la relazione con Jenny, ma prima di riuscire nel suo intento, il corpo di Jenny viene trovato senza vita nella piscina della casa.
"sciupafemmine" Shane ammette di aver avuto rapporti sessuali con un numero imprecisato di donne, tra 950 e 1200. Nella quarta stagione, The Chart indica 963 connessioni, la maggior parte delle quali sono semplici avventure di una notte.

## Alice Pieszecki
Alice Pieszecki è interpretata dall'attrice americana Leisha Hailey. Alice vive a Los Angeles, California, e lavora come giornalista per LA Magazine. Nel suo gruppo di amiche lesbiche, è l'unica a dichiararsi bisessuale. Sua madre Lenore è un'attrice ed è l'unica parente che accetta la sua sessualità. Alice è ossessionata con The Chart, un grafico di sua invenzione che mostra le relazioni e le connessioni tra le donne della comunità gay di West Hollywood. Nel corso della serie, Alice svilupperà questo progetto, creando un network globale di incontri e connessioni online. Nella prima stagione, Alice passa il tempo principalmente con le amiche Shane McCutcheon e Dana Fairbanks; più avanti, svilupperà un rapporto di amicizia con Helena Peabody. Tra le sue relazioni, le più importanti riguardano l'amica Dana e Tasha Williams.

## Bette Porter
Bette Porter è interpretata dall'attrice americana Jennifer Beals. Di origine afro-americana e caucasica, Bette ha passato la sua infanzia a Philadelphia. Dopo aver frequentato l'Università di Yale ha cominciato a lavorare nel mondo dell'arte. All'inizio della serie Bette viene presentata come una donna di successo, con una brillante carriera e una relazione inizialmente stabile con la compagna Tina Kennard, con la quale convive nel quartiere di West Hollywood, Los Angeles, in una elegante casa ricca di quadri e opere d'arte. Nel corso degli episodi, Bette si rivelerà una donna forte ma spesso incapace di mantenere i propri impegni in ambito relazionale.

## Jenny Schecter
Jennifer "Jenny" Schecter è interpretata dall'attrice americana Mia Kirshner. Jenny è una giovane scrittrice che scopre la propria omosessualità in età adulta, e viene letteralmente precipitata nel mondo della comunità gay di Los Angeles. Ilene Chaiken, creatrice del personaggio, si è basata su esperienze personali per dare forma al personaggio di Jenny. Durante le stagioni, ha inserito una serie di cambiamenti ed evoluzioni che hanno suscitato diverse reazioni nella comunità LGBT. Tra questi, abbiamo storie di abusi sessuali, autolesionismo, scrittura di libri, pole dance, direzione di un film e infine un possibile omicidio o suicidio. La Chaiken ha dichiarato di essere stata colpita dall'attrice canadese Mia Kirshner per il fascino intenso espresso dal suo tipo di bellezza, e l'ha considerato estremamente adatto al personaggio creato. Il personaggio di Jenny è complesso e spesso è risultato impopolare per la critica e i fan: questo a causa delle sue tendenze narcisiste, i modi da primadonna, l'egotismo e la tendenza a mentire, i quali emergono soprattutto a partire dalla quarta stagione. Una personalità che o si ama o si odia. Al di là di ciò, quello di Jenny Schecter risulta essere un personaggio fondamentale e polarizzante rispetto a tutte le protagoniste della serie e allo svilupparsi delle vicende, fino alla morte della stessa. Mia Kirshner ha dichiarato di aver amato questo ruolo perché si trattava di interpretare una persona diversa in ogni stagione e che la mancata accoglienza di Jenny Schecter da parte della comunità LGBT è dovuta alla doppiezza e alla confusione provata dal personaggio.

## Altri personaggi

### A
- Coleman Alt: interpretata da Brendan Penny. Stagione 3.
  - Relazione con Frank nel 1985.
  - Va a letto con Bette Porter nel 1984.
- Marcus Allenwood: interpretato da Mark Gibson. Stagione 1.
  - Donatore di sperma per Tina Kennard; padre biologico di Angelica Porter Kennard.
  - Ha una relazione con Lei Ling.
- Andrew: interpretato da Darrin Klimek. Stagione 1.
  - Incontra Dana Fairbanks in un appuntamento al buio, ignorando il suo reale orientamento sessuale.
  - Ha una breve relazione con Alice Pieszecki.
- Kate Arden: regista lesbica scelta inizialmente per dirigere la versione cinematografica del libro di Jenny Lez Girls. Interpretata da Annabella Sciorra. Stagione 4.
- Ivan Aycock: Genderqueer, interpretata da Kelly Lynch. Stagioni 1 e 2.
  - Ha una relazione da 5 anni con Iris, ballerina esotica.
  - Corteggia Kit Porter durante le stagioni 1 e 2.

### B
- Nick Barashov: eterosessuale, interpretato da Julian Sands.
  - Professore, ebbe una relazione con Jenny Schecter quando era studentessa al college.
- Allen Barnes: interpretata da Sara Botsford;
  - Barnes è un'artista amica di Helena Peabody.
- Sonny Benson: eterosessuale, interpretato da Roger Cross.
  - Vero nome di Sunset Boulevard, dj e drag queen professionale che si innamora di Kit Porter.
- Billie Blaikie: bisessuale e travestito, interpretato da Alan Cumming;
  - va a letto con Moira/Max Sweeney durante la stagione 3.
  - ingaggiato e in seguito licenziato da Kit come manager del Planet
- Annette Bishop: eterosessuale, interpretata da Sarah Strange;
  - Migliore amica di Jenni Schecter, breve apparizione durante la stagione 1.
- Veronica Bloom: eterosessuale, interpretata da Camryn Manheim; produttore di Hollywood che assume Shane McCutcheon nella stagione 2.
- Benjamin Bradshaw: Eterosessuale, interpretato da Charles S. Dutton;
  - Uomo sposato, ha una relazione con Kit Porter durante la stagione 2.
- Josh Brecker: eterosessuale, interpretato da Paul Popowich;
  - Corteggia Tina Kennard nell'episodio 3.07:Lone star.
- Brooke: eterosessuale, interpretato da Chelsea Hobbs;
  - Esce con Moira/Max Sweeney, ignorando il fatto che sia un transessuale.

### C
- Melanie Caplan: lesbica, personaggio minore citato durante la stagione 1 e apparso nella stagione 2.
  - Prima ragazza di Dana Fairbanks;
  - Va a letto con Heather;
- Jean-Paul Chamois: interpretato da Robert Gauvin;
  - Contattato da Bette Porter e Tina Kennard come potenziale donatore di sperma.
- Adele Channing: lesbica/bisessuale
  - Assistente personale/sabotatrice/stalker di Jenny Schecter
  - Bacia Nikki Stevens
  - Raggira lo studio di produzione di Tina per prendere il posto di Jenny alla regia del suo film
  - Ha una relazione con Begonia, l'attrice che interpreta "Karina" in Lez Girls
- Jamie Chen: lesbica, interpretata da Meiling Melançon;
  - Direttrice del the Los Angeles Gay and Lesbian Community Center
  - Diventa la migliore amica di Alice Pieszecki e Tasha Williams
  - Ammette di essersi innamorata di Tasha Williams nell'ultimo episodio della stagione 6
- L'amante Cindy(Cindi Tucker): lesbica.
  - Ha una relazione aperta con with Dawn Denbo.
  - Partecipa ad un menage a trois con Dawn e Shane
  - Va a letto con Shane all'insaputa di Dawn
- Claybourne: lesbica, interpretata da Jill Christensen;
  - Sposa Robin nel 2002 e la tradisce durante la cerimonia di nozze.
  - Nella classifica appare collegata a Lara Perkins
- Katherine Claymore: lesbica
  - prima ragazza di Alice Pieszecki dopo il college;
- Clive: Gay, interpretato da Matthew Currie Holmes;
  - Amico di Shane McCutcheon.
  - Va a letto con Harry Samchuk.
- Roberta Collie: interpretata da Cynthia Stevenson;
  - Assistente sociale assegnata ad analizzare l'adozione di Angelica da parte di Bette Porter.

### D
- Slim Daddy: eterosessuale, interpretato da Snoop Dogg;
  - registra una canzone con Kit Porter.
- Dax: lesbica, interpretata da Luvia Petersen; breve apparizione della stagione 1 come meccanico nel negozio di Ivan
- Carmen de la Pica Morales: lesbica, interpretata da Sarah Shahi;
  - Figlia di Mercedes Morales.
  - Nipote di Begonia Morales.
  - Ha la sua prima relazione lesbica a 16 anni con Lucía Torres.
  - Va a letto con Shane McCutcheon prima di iniziare una relazione con Jenny Schecter nella stagione 2.
  - Ha una relazione con Shane durante l'intera stagione 3.
  - Tradisce Shane per ripicca con una certa Robin
  - Fidanzata con Shane, viene abbandonata all'altare al termine della terza stagione.
- Dawn Denbo: lesbica, interpretata da Elizabeth Keener; season 5.
  - Proprietaria dello Shebar.
  - Ha una relazione aperta con l'amante Cindy
  - Partecipa ad un menage a trois con Shane McCutcheon e Cindy
  - Rivale d'affari di Kit Porter, diventa proprietario del Planet dopo aver comprato il 51 percento del locale dal socio di Kit, Ivan Aycock
  - Dopo aver scoperto dell'incontro sessuale di Shane e Cindy, cerca vendetta contro Shane stessa e per estensione anche nei confronti di tutte le sue amiche.
- Gabby Deveaux: lesbica, interpretata da Guinevere Turner;
  - Esce con Alice Pieszecki durante alcuni episodi della prima stagione.
  - Tradisce Alice con Nadia.
  - Ha una relazione con Lara Perkins durante la stagione 2.

### E
- Eric: eterosessuale, interpretato da Kyle Cassie; breve apparizione nella prima stagione.
  - Fidanzato di Tina Kennard nel 1998, prima che questa conoscesse Bette Porter.

### F
- Dana Fairbanks: lesbica, interpretata da Erin Daniels; personaggio principale nelle stagioni 1,2 e 3.
  - ha la prima esperienza omosessuale con la giocatrice di tennis "Ralph", a 16 anni.
  - Figlia di Sharon e Irwin Fairbanks.
  - Sorella di Howie Fairbanks.
  - Finge una relazione eterosessuale di facciata con il suo compagno di doppio Harrison Scott;
  - Esce con Melanie Caplan;
  - Esce con Jenny Schecter nella stagione 1.
  - Ha una relazione con la cuoca Lara Perkins nelle stagioni 1 e 3.
  - Partecipa ad un appuntamento al buio (organizzato dalla madre) con Andrew
  - Fidanzata con Tonya nella stagione 1
  - Ha una relazione con Alice Pieszecki durante la stagione 2
  - Muore nella terza stagione per insufficienza cardiaca, dopo aver combattuto contro un tumore al seno.
- Howie Fairbanks: Gay, interpretato da Andrew Francis; appare nelle stagioni 1 e 3.
  - Figlio di Sharon e Irwin Fairbanks.
  - Fratello minore di Dana Fairbanks.
  - Si dichiara gay a Dana e Alice durante l'episodio 2.11:Loud and proud.
- Irwin Fairbanks: brevi apparizioni nelle stagioni 1 e 3.
  - Marito di Sharon Fairbanks.
  - Padre di Dana e Howie Fairbanks.
- Sharon Fairbanks: brevi apparizioni nelle stagioni 1 e 3.
  - ha una esperienza omosessuale a 17 anni
  - Moglie di Irwin Fairbanks.
  - Madre di Dana e Howie Fairbanks.
- Gene Feinberg: eterosessuale interpretato da Tygh Runyan; brevi apparizioni nelle stagioni 1 e 2.
  - Esce con Jenny Schecter fino all'episodio 2.01:Life, loss, leaving.
- Manfredi Ferrer: appare nell'episodio 2.02:Lap Dance.
  - Marito di Marina Ferrer.
- Marina Ferrer: Lesbica, interpretata da Karina Lombard. Personaggio principale nella stagione 1.
  - Proprietaria del "Planet"
  - Sposata al conte Manfredi Ferrer
  - Ha una relazione aperta con Francesca Wolff per 5 anni
  - Va a letto con Jenny Schecter mentre questa è fidanzata con Tim Haspel.
  - Esce con Robin Allenwood nella stagione 1.
  - Ha una relazione con Claude durante la stagione 4.
- Lucía Flores: bisessuale. Nominata durante la stagione 2.
  - Fidanzata di Pablo Fuentes
  - Prima esperienza lesbica di Carmen.
- Dan Foxworthy: eterosessuale, interpretato da Daryl Shuttleworth;
  - terapista di Tina Kennard, Bette Porter, Alice Pieszecki e Tasha Williams

### G
- Valerie Goins: lesbica, interpretata da Camille Sullivan; appare nell'episodio 2.07:Luminous.
  - Fidanzata di Leigh Ostin.
- Gregg: eterosessuale, interpretato da Robin Nielsen; appare nell'episodio 1.12:Looking back.
  - Fidanzato di Alice durante il college
- Barbara Grisham: lesbica, interpretata da Dana Delany; appare nell'episodio 3.04: Light my fire.
  - Senatore dello Stato del Massachusetts.
  - Fallisce nel tentativo di sedurre Bette Porter

### H
- Becky Haspel: eterosessuale, interpretata da Gregoria Craig; appare nell'episodio 3.10:Losing the light.
  - moglie di Tim Haspel.
- Timothy "Tim" Haspel: eterosessuale, interpretato da Eric Mabius; stagione 1 (apparizioni nelle stagioni 2,3,6).
  - Allenatore di nuoto, vicino di casa di Bette e Tina a West Hollywood
  - Sposa e divorzia da Jenny Schecter nella stagione 1.
  - Ha una relazione con Trish Peverell nella stagione 1.
  - Marito di Becky.
- Sean Heaney: eterosessuale, interpretato da Bruno Verdoni;
  - Primo donatore di sperma di Tina.
  - Va a letto con Alice Pieszecki.
- Heather: personaggio a cui si allude solo durante l'episodio Pilota.
  - Va a letto con Brooke.
  - Va a letto con Mandy.
  - Va a letto con Melanie Caplan.
- Arianna Huffington: interpretata da Arianna Huffington; breve apparizione nell'episodio 2.01:Life, loss, leaving.
  - Assume Shane McCutcheon e Carmen.
- Hunter: eterosessuale.
  - Studente in un corso letterario insieme a Jenny, nella stagione 2

### I
- Iris. Appare nell'episodio 2.09:Late, later, latent.
  - Ha una relazione aperta con Ivan Aycock per 5 anni.

### J
- Randy Jackson: eterosessuale, interpretato da Kwesi Ameyaw; brevi apparizioni nelle stagioni 1 e 3.
  - amico di Tim Haspel.
  - marito di Carolyn Varajian.
- Cherie Jaffe (Cherie Peroni): bisessuale, interpretata da Rosanna Arquette; brevi apparizioni nelle stagioni 1, 3 e 4
  - madre di Clea Jaffe;
  - moglie di Steve Jaffe
  - Ha una relazione con Shane McCutcheon durante la stagione 1 va a letto con lei nelle stagioni 3 e 4.
- Clea Jaffe: lesbica, interpretata da Samantha McLeod; breve apparizione nella stagione 1.
  - Figlia di Cherie Jaffe e Steve Jaffe.
  - Infatuata di Shane McCutcheon
- Steve Jaffe: eterosessuale, interpretato da James Purcell; stagione 1.
  - marito di Cherie Jaffe.
  - padre di Clea Jaffe.
- James: eterosessuale, interpretato da Preston Cook;
  - assistente personale di Bette Porter.
- Candace Jewell: lesbica, interpretata da Ion Overman; brevi apparizioni nelle stagioni 1 e 2
  - Ha una relazione con Yolanda Watkins;
  - Ha una relazione con Bette Porter

### K
- Nadia Karella: lesbica, interpretata da Jessica Capshaw; appare negli episodi 4x02 Livin' La Vida Loca, 4x03 Lassoed e 4x04 Layup.
  - va a letto con Bette Porter.
- Bryan Karikawa: interpretato da Peter Shinkoda;
  - rappresentante della Subaru, lavora con Dana per una campagna pubblicitaria
- Tina Kennard: bisessuale, interpretata da Laurel Holloman.
  - Produttrice televisiva
  - Madre di Angelica Porter-Kennard.
  - Ha una relazione con Eric prima di incontrare Bette
  - Ha una relazione da 8 anni con Bette Porter.
  - Corteggiata da Joyce Wischnia nella stagione 2.
  - Ha una relazione con Helena Peabody negli episodi 2.05:Labyrinth through 2.13:Lacuna.
  - Corteggiata dal produttore Josh Brecker nell'episodio 3.07:Lone Star.
  - Ha una relazione con Henry Young, dall'episodio 3.09:Lead, Follow, or Get Out of the Way al 4.11: Literary Licence to Kill.
  - Corteggiata da Kate Arden nella stagione 4.
  - Ricomincia la sua relazione con Bette Porter nella stagione 5.
- Leonard Kroll: eterosessuale, interpretato da Bruce Davison;
  - ex marito di Phyllis Kroll
  - padre di Molly Kroll
- Molly Kroll: bisessuale, interpretata da Clementine Ford (figlia di Cybill Shepherd nella vita reale).
  - Figlia di Phyllis e Leonard Kroll.
  - Oggetto delle attenzioni di Shane McCutcheon, ha una relazione con lei nella stagione 5
- Phyllis Kroll: lesbica, interpretata da Cybill Shepherd.
  - madre di Molly
  - Ha la sua prima relazione lesbica con Alice.
  - Ha una relazione omosessuale con l'avvocato divorzista Joyce Wischnia.

### L
- Lacey: lesbica, interpretata da Tammy Lynn Michaels; breve apparizione nella stagione 1
  - Va a letto con Shane McCutcheon.
- Jodi Lerner: lesbica, interpretata da Marlee Matlin; stagioni 4 e 5.
  - Artista e scultrice sorda
  - Ha una relazione con Bette Porter.
- Lei Ling: eterosessuale. Appare nell'episodio 1.06:Losing it.
  - Fidanzata di Marcus Allenwood.
- "Lisa": uomo lesbico, brevi apparizioni nella stagione 1.
  - Esce con Alice Pieszecki
- Lisa Johnson: eterosessuale, appare negli episodi 4.07: Lesson Number One e 4.11: Literary License to Kill
  - Appare nel flashback di Tasha Williams sulla guerra in Iraq.
- Julia Lourd: lesbica, interpretata da Anne-Marie MacDonald; breve apparizione nella stagione 3.
  - Collabora con Bette per l'esibizione Art of Discent

### M
- Winnie Mann: lesbica, interpretata da Melissa Leo;
  - ex-compagna di Helena Peabody;
  - Madre naturale di Wilson Mann Peabody.
  - Madre adottiva di Jun Ying Mann Peabody.
- Clea Mason: lesbica, interpretata da Melanie Lynskey; brevi apparizioni nella stagione 5.
  - Cerca di avere una relazione con Alice Pieszecki nell'episodio 5.12: Loyal and True.
- Tom Mater: Gay, interpretato da Jon Wolfe Nelson; appare nelle stagioni 4,5 e 6.
  - Interprete di Jodi Lerner.
  - Ha una relazione con Max/Moira Sweeney nella stagione 6.
  - Mette incinta Max/Moira Sweeney prima di abbandonarlo.
- Carla McCutcheon: eterosessuale, appare nell'episodio 3.12:Left hand of the goddess.
  - Madre di Shay McCutcheon.
  - Moglie di Gabriel McCutcheon.
- Gabriel McCutcheon: eterosessuale, interpretato da Eric Roberts;
  - Padre di Shane e Shay McCutcheon.
  - Marito di Carla McCutcheon.
  - Abbandona moglie e figlio dopo aver tradito Carla con Patty.
- Shane McCutcheon: lesbica, interpretata da Katherine Moennig; personaggio principale.
  - Parrucchiera e fotografa, con un passato da tossicodipendente
  - Figlia di Gabriel McCutcheon.
  - Sorellastra di Shay McCutcheon.
  - Va a letto con Mandy.
  - Va a letto con Lisa.
  - Va a letto con Lacey.
  - Ha una relazione con Cherie Jaffe, e va a letto con lei nella stagione 3.
  - Coinquilina di Jenny Schecter dalla stagione 2.
  - Ha una relazione con Carmen de la Pica Morales che termina nell'episodio 3.12:Left hand of the goddess, quando l'abbandona all'altare
  - Ha avuto rapporti sessuali con un numero imprecisato di persone (tra 950 e 1200)
  - Ha una relazione con Paige nella stagione 4.
  - Ha una relazione con Molly Kroll nella stagione 5.
  - Ha una relazione con Jenny Schecter nella stagione 6.
  - Tradisce Jenny Schecter con Niki Stevens nella stagione 6.
- Shay McCutcheon: appare nell'episodio 3.12:Left hand of the goddess, e nella quarta stagione.
  - Figlio di Gabriel e Carla McCutcheon, fratellastro di Shane McCutcheon; vive per un periodo con Shane, dopo essere stato abbandonato dalla madre
- Stacey Merkin: lesbica, interpretata da Heather Matarazzo. Giornalista, intervista Jenny Schecter e scrive una critica negativa sul suo libro.
- Begoña Morales: interpretata da Patricia Velásquez;
  - Sorella di Mercedes Morales.
  - Zia di Carmen de la Pica Morales.
- Mercedes Morales:
  - Madre di Carmen de la Pica Morales.
- Dylan Moreland: bisessuale, interpretata da Alexandra Hedison; brevi apparizioni nelle stagioni 3,4 e 6.
  - ex-compagna di Danny.
  - seduce Helena Peabody prima di denunciarla per molestie sessuali, nel tentativo di estorcerle denaro.
  - Restituisce i soldi a Helena Peabody
  - Ottiene il perdono e ha una relazione con Helena Peabody nella stagione 6.

### N
- Nadia: lesbica, appare nell'episodio 1.04:Longing.
  - Esce con Gabby Deveaux.
- Nina: nominata nel pilota
  - Va a letto con Alice
  - Va a letto con Brooke

### O
- Leigh Ostin: lesbica, interpretata da Cobie Smulders;
  - Ha una relazione con Valerie Goins;
  - Esce con Helena Peabody negli episodi 2.11:Loud and Proud e 2.13:Lacuna.

### P
- Papi: lesbica, interpretata da Janina Gavankar; stagione 4.
  - Va a letto conAlice Pieszecki nell'episodio 4.02:Livin' la Vida Loca.
  - Va a letto con Helena Peabody nell'episodio 4.02:Livin' la Vida Loca.
  - Va a letto con Ruby.
  - Va a letto con Saskia nell'episodio 4.06:Luck Be a Lady.
  - È andata a letto con Tasha Williams durante il college.
  - Va a letto con Kit Porter nella stagione 4.
  - È andata a letto con Carmen de la Pica Morales durante il college.
  - Va a letto con Gabby Deveaux nell'episodio 6.01
  - Il suo vero nome è Eva Torres
- Angus Partridge: eterosessuale, interpretato da Dallas Roberts; major character; stagione 3 e 4.
  - Baby sitter di Angelica Kennard.
  - Compagno di Kit Porter.
  - Va a letto con Hazel nella stagione 4.
- Helena Peabody: lesbica, interpretata da Rachel Shelley; personaggio principale, prima apparizione nella seconda stagione.
  - Direttrice della Peabody Foundation.
  - Figlia di Peggy Peabody.
  - Madre adottiva di Wilson e Yun Jing.
  - Ha una relazione con Winnie Mann, madre biologica di Wilson.
  - Va a letto con Tina Kennard nella stagione 2.
  - Va a letto con Leigh Ostin nella stagione 2.
  - Va a letto con Isabella nella stagione 2.
  - Va a letto con Dylan Moreland nella stagione 3.
  - Accusata di molestie sessuali da Dylan Moreland.
  - Va a letto con Papi nella stagione 4.
  - Va a letto con Catherine Rothberg nella stagione 4.
  - Arrestata nella stagione 5 per aver rubato i soldi di Catherine
  - Va a letto con Dusty, sua compagna di cella in prigione.
  - Ha una relazione con Dylan Moreland nella stagione 6.
- Peggy Peabody: bisessuale, interpretata da Holland Taylor;brevi apparizioni nell'arco di tutta la serie.
  - Finanzia Bette Porter e la CAC nella stagione 1.
  - Madre di Helena Peabody, a cui affida la sua fondazione a partire dalla stagione 2.
  - Prima esperienza lesbica con Marylin nel 1973. Ha una relazione con lei a partire dall'episodio 3.12:Left hand of the goddess.
- Lara Perkins: lesbica, interpretata da Lauren Lee Smith; brevi apparizioni nelle stagioni 1 e 3.
  - Ha una relazione con Dana Fairbanks nella stagione 1 e 3.
  - Ha una relazione con Gabby Deveaux nella stagione 2.
  - Va a letto con Alice Pieszecki.
  - Connessa a Claybourne nella classifica di Alice.
- Isabella Pernao: breve apparizione nella stagione 1
  - Artista, protagonista dell'opera Jesus is in Me, presentata da Bette durante l'esposizione Provocazioni.
- Trish Peverell: eterosessuale, interpretata da Nicole McKay;
  - Esce con Tim Haspel durante la stagione 1.
- Franklin Phillips. Eterosessuale, interpretato da Michael Tomlinson;
  - Membro del CAC e supervisore di Bette Porter.
- Alice Pieszecki: Bisessuale, interpretata da Leisha Hailey. Personaggio principale.
  - Giornalista, conduttrice di un programma radiofonico e opinionista televisiva.
  - Figlia di Lenore Pieszecki.
  - Esce con Bette Porter nel 1996.
  - Va a letto con Sean Heaney
  - Va a letto con Nina
  - Era fidanzata con Katherine Claymore prima del diploma.
  - Fidanzata con Gregg durante il college
  - Lascia Gregg per Tayo, una bassista lesbica.
  - Va a letto con Gabby Deveaux nella stagione 1.
  - Esce con "Lisa", "l'uomo lesbico" nella stagione 1.
  - Esce con Andrew.
  - Ha una relazione con Dana Fairbanks nella stagione 2.
  - Va a letto con April
  - Ha una relazione con la vampirologa Uta Refson negli episodi 3.05:Lifeline fino al 3.07:Latecomer
  - Partecipa ad un appuntamento con Xandra.
  - Va a letto con Lara Perkins
  - Va a letto con Papi nell'episodio 4.02:Livin' la Vida Loca.
  - Va a letto con Phyllis Kroll negli episodi 4.04:Lay up e 4.06:Luck Be a Lady.
  - Ha una relazione con Tasha Williams a partire dall'episodio 4.06:Luck Be a Lady.
- Lenore Pieszecki: interpretata da Anne Archer;
  - Madre di Alice Pieszecki.
  - Cerca di sedurre Shane McCutcheon nell'episodio 1.05:Lies, lies, lies.
- Angelica Porter-Kennard: interpretata da Olivia Windbiel; prima apparizione nella seconda stagione.
  - Figlia di Tina Kennard e Bette Porter.
  - Il padre biologico è Marcus Allenwood.
- Bette Porter: lesbica, interpretata da Jennifer Beals; personaggio principale.
  - Figlia di Melvin Porter.
  - Sorellastra di Kit Porter.
  - Zia di David Waters.
  - Madre di Angelica Porter-Kennard.
  - Va a letto con Coleman Alt nel 1984.
  - Bacia Kelly Freemont/Wentworth, sua compagna di stanza al college.
  - Va a letto con Alice Pieszecki nel 1996.
  - Va a letto con Candace Jewell nella stagione 1.
  - Ha una relazione da otto anni con Tina Kennard.
  - Va a letto con una sconosciuta durante un viaggio di lavoro a New York, nell'episodio 2.04:Lynch Pin.
  - Va a letto con Nadia Karella, specializzanda nell'università della California, mentre è preside del dipartimento artistico.
  - Ha una relazione con Jodi Lerner negli episodi 4 e 5.
  - Tradisce Jodi con Tina Kennard, nella stagione 5
  - Ricomincia la sua relazione con Tina nella stagione 5
  - Resiste alle avances di Kelly nell'episodio 6.06:"Lactose Intolerant".
- Katherine 'Kit' Porter: eterocuriosa, interpretata da Pam Grier; personaggio principale.
  - Figlia di Melvin Porter.
  - Sorellastra di Bette Porter.
  - Madre di David Waters.
  - Corteggiata da Ivan Aycock nella stagione 2.
  - Va a letto con Benjamin Bradschaw nella stagione 2.
  - Ha una relazione con Angus nelle stagioni 3 e 4.
  - Va a letto con Papi nella stagione 4.
  - Rivale in affari di Dawn Denbo.
  - Ha una relazione con "Sunset Boulevard" nella stagione 6.

### R
- "Ralph": interpretata da Tara Wilson;
  - "Ralph" è una famosa tennista, il cui vero nome è tenuto segreto da Dana
  - prima esperienza omosessuale di Dana
- Uta Refson: lesbica, interpretata da Erica Cerra;
  - Vampirologa, ha una relazione con Alice Pieszecki negli episodi 3.05:Lifeline e 3.07:Lone star.
- Melissa Rivers: Bisessuale
  - Ha una relazione con Tonya.
- Robin: lesbica, interpretata da Anne Ramsay.
  - Ha una relazione con Jenny dall'episodio 1.12: Looking Back e 2.03: Loneliest Number.
  - Esce con Marina Ferrer.
- Catherine Rothberg: lesbica, interpretata da Sandrine Holt; brevi apparizioni nella stagione 4.
  - Giocatrice d'azzardo professionista.
  - Ha una relazione con Helena Peabody
  - Convince Helena Peabody a scommettere $100,000 durante una corsa di cavalli, facendole perdere tutti i soldi.

### S
- Harry Samchuk: Gay, interpretato da Colin Cunningham; appare negli episodi 1.06:Lawfully e 1.07:Losing it.
  - Paga Clive per una note di sesso.
  - Cerca di sedurre Shane McCutcheon, scambiandola per un ragazzo
- Jenny Schecter: bisessuale, interpretata da Mia Kirshner; personaggio principale.
  - Figlia di Sandy Ziskin.
  - Figliastra di Warren Ziskin.
  - Fidanzata di Tim Haspel nella stagione 1.
  - Migliore amica di Shane McCutcheon
  - Inizia a scrivere una storia ad episodi per il "The New Yorker", che diventerà un libro e in seguito un film, intitolato "Lez Girls" e basato sulla sua vita e quelle di Tina Kennard, Bette Porter, Marina Ferrer, Shane McCutcheon, Alice Pieszecki, Tim Haspel, Kit Porter, Dana Fairbanks e Helena Peabody (chiamate rispettivamente Jesse, Nina, Bev, Karina, Shaun, Alyse, Jim, Kat, Donna e Helen)
  - Va a letto con Marina Ferrer nella stagione 1.
  - Va a letto con Nick Barashov durante il college.
  - Esce con Dana Fairbanks nell'episodio 1.11:Liberally.
  - Va a letto con Robin ed esce con lei dall'episodio 1.12:Looking Back a 2.03:Loneliest number.
  - Va a letto con Gene Feinberg ed esce con lui dall'episodio 1.13:Locked up a 2.01:Life, loss, leaving.
  - Ha una relazione con Carmen de la Pica Morales nella stagione 2.
  - Ha una relazione con Moira/Max Sweeney nella stagione 3.
  - Va a letto con Claude nell'episodio 3.12:Left hand of the Goddess.
  - Ha una relazione con Niki Stevens nella stagione 5.
  - Ha una relazione con Shane McCutcheon nella stagione 6.
  - Muore nella stagione 6.
- Harrison Scott: Gay, interpretato da Landy Cannon; brevi apparizioni nelle stagioni 1 e 3.
  - Tennista, compagno di doppio e fidanzato di facciata di Dana Fairbanks, prima del coming out di quest'ultima.
- Paige Sobel: bisessuale, interpretata da Kristanna Loken.
  - Ha una relazione con Shane McCutcheon nella stagione 4.
  - Madre di Jared Sobel, compagno di classe di Shay McCutcheon.
- Niki Stevens: lesbica, interpretata da Kate French; stagioni 5 e 6.
  - Famosa star del cinema.
  - Personaggio basato sulla figura di Lindsay Lohan.
  - Interpreta "Jessie" nel film "Lez Girls".
  - Ha una relazione con Jenny Schecter nella stagione 5.
  - Prima di Jenny ha avuto 2 ragazze.
  - Va a letto con Shane McCutcheon nelle stagioni 5 e 6.
  - Esce con Paris Hilton e Britney Spears. Menzionato nell'episodio Episode 6.02 Least Likely.
- Moira Sweeney/Max Sweeney: maschio transgender bisessuale, interpretato da Daniel Sea. Personaggio principale a partire dalla stagione 3.
  - Ha una relazione con Jenny Schecter nella stagione 3.
  - Va a letto con Billie Blaikie nella stagione 3.
  - Esce con Brooke all'inizio della stagione 4.
  - Va a letto con Grace nella stagione 4.
  - Ha una relazione con Tom, nella stagione 5.
  - Messo incinta e abbandonato da Tom nella stagione 6.

### T
- Tayo: lesbica, interpretata da Marta Jaciubek; appare nell'episodio 1.12:Looking Back.
  - Prima esperienza lesbica di Alice.
- Tonya: Lesbica, interpretata da Meredith McGeachie; Stagioni 1,2 e 3.
  - Fidanzata di Dana Fairbanks fino all'episodio 2.06:Lágrimas de oro.
  - Ha una relazione con Melissa Rivers

### V
- Carolyn Varajian: eterosessuale. Brevi apparizioni nella stagione 1.
  - Moglie di Randy Jackson.
- Conrad Voynow: eterosessuale. Brevi apparizioni nella stagione 1.
  - Manager di Dana

### W
- David Waters: eterosessuale, interpretato da Colin Lawrence;
  - Figlio di Kit Porter.
  - Nipote di Bette Porter.
  - Nipote di Melvin Porter.
  - Non accetta la decisione della zia Bette Porter e Tina Kennard di far crescere Angelica in una famiglia lesbica.
- Yolanda Watkins: lesbica, interpretata da Kimberly Hawthorne; breve apparizione nella stagione 1.
  - Esce con Candace Jewell.
- Mark Wayland: eterosessuale, interpretato da Eric Lively; personaggio principale nella stagione 2.
  - Regista di documentari; coinquilino di Shane McCutcheon e Jenny Schecter.
- Kelly Wentworth: bisessuale, interpretata da Elizabeth Berkley; breve apparizione nella stagione 6.
  - Compagna di college di Bette Porter
  - Apre una galleria d'arte a Los Angeles con Bette Porter.
  - Fallisce nel tentativo di sedurre Bette Porter.
- Tasha Williams: lesbica, interpretata da Rose Rollins; personaggio principale a partire dalla stagione 4.
  - Migliore amica di Papi.
  - Ha una relazione con Alice Pieszecki nelle stagioni 5 e 6.
  - Ufficiale della Guardia Nazionale.
  - La sua divisione è stata mandata in Iraq.
  - Soffre di episodi di stress post traumatico.
  - Costretta a lasciare l'esercito per la sua relazione lesbica con Alice Pieszecki.
- Joyce Wischnia: lesbica, interpretata da Jane Lynch; prima apparizione nella stagione 2.
  - Joyce avvocato di Tina durante la sua separazione da Bette nella stagione 2.
  - Corteggia Tina Kennard nella stagione 2.
  - Diventa avvocato di Bette nella sua battaglia per la custodia di Angelica durante la stagione 3
  - Ha una relazione con Phyllis Kroll a partire dalla stagione 4
- Dr. Wilson: interpretata da Judith Maxie; Brevi apparizioni nelle stagioni 1 e 3.
  - Ginecologa di Tina.
  - Dottore di Dana Fairbanks durante la sua diagnosi di tumore al seno.
- Francesca Wolff: lesbica, interpretata da Lolita Davidovich;
  - Compagna di Marina Ferrer
  - Va a letto con una prima ballerina, mentre è in Portogallo per lavoro.

### Y
- Henry Young: eterosessuale, interpretato da Steven Eckholdt; brevi apparizioni nelle stagioni 3 e 4.
  - Padre di Mikey Young.
  - Ha una relazione con Tina Kennard
- Mikey Young: .
  - Figlio di Henry Young.

### Z
- Sandy Ziskin (Sandy Schecter): appare nell'episodio 3.01:Labia Majora.
  - Madre di Jenny Schecter.
- Warren Ziskin: appare nell'episodio 3.01:Labia Majora.
  - Marito di Sandy Ziskin.
  - Patrigno di Jenny Schecter.